# Stanley Robinson
Stanley Robinson (Birmingham, Alabama, 14 de julio de 1988 - Ibidem, 21 de julio de 2020) fue un jugador de baloncesto estadounidense. Con 2,06 metros de estatura, jugaba en la posición de alero.

## Trayectoria deportiva

### High School
Robinson asistió al Instituto Huffman, donde en su última campaña lideró al equipo con un balance de 29 victorias y 7 derrotas, y llegó a la final del campeonato estatal Class 6A. Robinson promedió 16.8 puntos por partido y fue nombrado Mr. Basketball en Birmingham. En su año freshman ingresó en el Instituto Woodlawn. En su temporada júnior, en la 2005-06, fue incluido en el segundo equipo de la Parade Magazine y del EA Sports All-America, además de ser nombrado ASWA Mr. Basketball, Jugador del Año del ASWA Class 6A y ASWA Super Five. En 2005 también formó parte del primer equipo del ASWA All-State Class 6A, del All-State y del All-Metro. Finalizó su carrera en el instituto con 136 partidos jugados, 2044 puntos, 944 rebotes, alrededor de 500 asistencias, 250 robos y 300 tapones.

### Universidad
Robinson eligió la Universidad de Connecticut, donde permaneció cuatro campañas con los Huskies. En su primer año apareció en 31 partidos y en su segunda temporada lideró al equipo en anotación en cuatro partidos y promedió 10.4 puntos en 33 partidos, 32 de ellos como titular. En su año júnior firmó 14.8 puntos y 8.4 rebotes en el torneo de la NCAA, anotando 15 puntos y capturando 13 rebotes en el encuentro de Final Four frente a Michigan State. Ya en su último año universitario, fue incluido en el mejor quinteto del USBWA All-District, contribuyendo a los Huskies con 14.5 puntos y 7.6 rebotes por encuentro.

#### Estadísticas
| Temporada | Equipo              | Partidos | Pts. | Reb. | Asts. | Rob. | Tap. | %TC  | %T3  | %TL  | Min. | Pér. |
| --------- | ------------------- | -------- | ---- | ---- | ----- | ---- | ---- | ---- | ---- | ---- | ---- | ---- |
| 2006–07   | Connecticut Huskies | 31       | 5.1  | 4.4  | 0.8   | 0.4  | 0.5  | .374 | .381 | .661 | 17.2 | 1.4  |
| 2007–08   | Connecticut Huskies | 33       | 10.4 | 6.5  | 1.2   | 0.5  | 1.3  | .471 | .418 | .672 | 27.7 | 1.4  |
| 2008–09   | Connecticut Huskies | 28       | 8.5  | 5.9  | 1.2   | 0.6  | 1.1  | .505 | .130 | .635 | 24.9 | 1.6  |
| 2009–10   | Connecticut Huskies | 34       | 14.5 | 7.6  | 1.0   | 0.9  | 1.2  | .525 | .342 | .629 | 34.2 | 2.3  |

### Profesional
Fue seleccionado por Orlando Magic en la 59.ª posición del Draft de la NBA de 2010. El 16 de agosto de 2010 firmó su primer contrato profesional con los Magic, aunque fue cortado por el equipo el 21 de octubre.
En septiembre de 2015 firmó un contrato con el Club Deportivo Colegio Los Leones de Quilpué para la Liga Nacional de Básquetbol 2015-16.
El 22 de julio de 2016 firmó un contrato con los Reales de La Vega de la Liga Nacional de Baloncesto de República Dominicana. En septiembre de 2016 vuelve a Chile al Deportivo Valdivia, y ese noviembre se une al Defensor Sporting en Uruguay.
En noviembre de 2017, firma por el Keflavík de la Úrvalsdeild karla islandesa. Tras decepcionar por su estado físico, fue cortado el 2 de enero de 2018, tras promediar en 5 encuentros 15,6 puntos y 10,4 rebotes.
En enero de 2018, firma por el Club Escuela de Básquetbol Puerto Montt chileno, y en septiembre de une al Español de Talca.

## Vida personal
Era padre de tres hijas.
Robinson fue encontrado fallecido en su casa de Birmingham, el 21 de julio de 2020, una semana después de su 32 cumpleaños. Murió de una sobredosis accidental de opioides, según informó el forense del condado de Jefferson. La causa de la muerte figura oficialmente como "intoxicación por fentanilo".